# Знаменка (Воскресенский район)
Знаменка — деревня в Воскресенском муниципальном районе Московской области. Входит в состав городского поселения имени Цюрупы. Население — 56 чел. (2010).

## География
Деревня Знаменка расположена в северо-восточной части Воскресенского района, примерно в 18 км к северу от города Воскресенск. Высота над уровнем моря 117 м. Рядом с деревней протекает река Нерская. Ближайший населённый пункт — деревня Марьинка и посёлок имени Цюрупы.

## История
В 1926 году деревня являлась центром Знаменского сельсовета Ашитковской волости Бронницкого уезда Московской губернии.
С 1929 года — населённый пункт в составе Ашитковского района Коломенского округа Московской области, с 1930-го, в связи с упразднением округа и переименованием района, — в составе Виноградовского района Московской области. В 1957 году, после того как был упразднён Виноградовский район, деревня была передана в Воскресенский район.
До муниципальной реформы 2006 года Знаменка входила в состав Ашитковского сельского округа Воскресенского района.

## Население
В 1926 году в деревне проживало 276 человек (112 мужчин, 164 женщины), насчитывалось 52 крестьянских хозяйства. По переписи 2002 года — 82 человека (34 мужчины, 48 женщин).
| 1926 | 2002 | 2010 |
| ---- | ---- | ---- |
| 276  | ↘82  | ↘56  |